# 스포츠 베토벤
스포츠 베토벤은 대한민국에서 월~금 오후 6시부터 오후 6시 20분까지 텔레비전으로 방송된 채널A의 스포츠 뉴스 프로그램이다.

## 채널A의 뉴스 프로그램
- 굿모닝! 채널A
- 신문으로 보는 세상
- 채널A 12시 뉴스
- 채널A 이언경의 세상만사
- 뉴스A